# 林士章
林士章（1524年—1600年），字德斐，号璧东。福建漳浦人，明朝政治人物、探花。

## 生平
嘉靖三十七年（1558年）戊午科福建鄉試第五十五名。嘉靖三十八年（1559年）己未科第一甲第三名進士。授翰林院編修。隆慶元年（1567年）參與編修《世宗實錄》。次年擔任會試同考官，后升國子監司業。隆慶五年（1571年）擔任南京國子監祭酒，萬曆二年（1574年）改北京國子監祭酒。同年升任禮部右侍郎兼翰林院侍讀學士。萬曆五年（1577年）再升禮部左侍郎，充經筵講官。后因得罪張居正，萬曆九年（1581年）改任南京禮部尚書。之後辭職返鄉。

## 家族
曾祖林敦碩；祖父林竦；父林烽！封翰林院编修。母蔡氏。具庆下。兄德宁；林楚，贡士；德憲；德燦；德喬；德標。弟德師；林士弘，贡士。